# Jorge Edwards
Jorge Edwards Bello (Santiago, 29 de Julho de 1931 – Madri, 17 de março de 2023) foi um escritor e diplomata do Chile, e uma das figuras de proa da literatura chilena contemporânea. Escreveu poesia e romances.
Formado em direito pela Universidade do Chile, estudou na pós-graduação da Universidade de Princeton. Como muitos escritores e poetas chilenos, enveredou pela carreira diplomática. Um passo que ele afirmou ser natural num país onde um escritor não assegurar uma existência com uma média de vendas de oitocentos exemplares por título. Atuou de 1957 a 1973, passando por Havana, Lima e Paris.
Foi um amigo e colega profissional de Pablo Neruda, outro embaixador chileno. Tornou-se célebre com o seu romance de 1973 "Persona Non Grata", no qual relata a sua experiência pessoal como embaixador do Chile (enviado pelo governo de Salvador Allende) na Cuba de Fidel Castro). Edwards permaneceu apenas três meses e meio em Cuba, tendo-se dado conta da faceta totalitarista do regime Castrista. Fidel Castro ordenou o isolamento de Edwards - ninguém podia falar com ele enquanto permanecesse na ilha. Foi exigida a sua retirada da ilha (Edwards tornou-se uma "persona non grata"). Seu livro é pois um relato de alguém de esquerda, que de uma posição privilegiada pôde observar o regime cubano com olhos críticos. Tornou-se um best-seller no mundo latino-americano.

## Distinções
Edwards recebeu o prémio nacional espanhol de literatura de 1994. Foram-lhe atribuídas várias distinções no Chile, "Premio Atenea" da Universidade de Concepción, "Premio Municipal de Literatura" da cidade de Santiago, em 1996 recebeu o "Premio Nacional de Literatura de Chile", a "Orden al Mérito Gabriela Mistral" foi-lhe concedida pelo Ministério da Educação chileno. Em 1999 foi-lhe atribuído o Prêmio Miguel de Cervantes.

## Morte
Edwards morreu em 17 de março de 2023, aos 91 anos, em Madri.

## Obras

### Romances
- El peso de la noche (1965), sobre a decadência de uma família da classe média
- Los convidados de piedra (1978), ambientada no golpe de estado no Chile de 1973
- O museu de cera - no original El museo de cera (1981), uma alegoria política
- La mujer imaginaria (1985), sobre a libertação de uma artista de classe alta com média idade
- El anfitrión (1988), uma recreação moderna do mito de Fausto
- A origem do mundo - no original El origen del mundo (1996), uma reflexão sobre os ciúmes, ambientada em Paris
- O sonho da história - no original El sueño de la historia (2000), inspirado na vida do arquitecto italiano Joaquín Toesca, uma de cujas obras és o Palacio de la Moneda no Chile
- O inútil da família - no original El inútil de la familia (2004)
- La casa de Dostoievsky (2008). Para criar a protagonista do romance inspirou-se livremente na figura do poeta chileno Enrique Lihn.[3]
- La muerte de Montaigne, Tusquets, 2011
- El descubrimiento de la pintura, inspirada num tio pintor; escrita em 2011;[4] Mondadori, 2013

### Contos
- El patio, 1952; contém 8 contos:
  - El regalo; Una nueva experiencia; El señor; La virgen de cera;  Los pescados; La salida; La señora Rosa y La desgracia
- Gente de la ciudad, 1961; contém 8 contos:
  - El funcionario; El cielo de los domingos; Rosaura; A la deriva; El fin del verano; Fatiga; Apunte y El último día
- Las máscaras, 1967; contém 8 contos:
  - Después de la procesión; La experiencia; Griselda; Adiós Luisa; Los domingos en el hospicio; Los zulúes; Noticias de Europa; El orden de las familias
- Temas y variaciones, 1969
- Fantasmas de carne y hueso, 1992; contém 8 contos:
  - La sombra de Huelquiñur; El pie de Irene; Creaciones imperfectas; Cumpleaños feliz; La noche de Montparnasse; El amigo Juan; Mi nombre es Ingrid Larsen y In memoriam

### Obras jornalísticas
- El whisky de los poetas, 1997
- Diálogos en un tejado, 2003

### Outras
- Persona non grata (1973), testemunho sobre as suas experiências como embaixador chileno em Cuba
- Desde la cola del dragón, 1977
- Adiós poeta, 1990, biografia de Pablo Neruda
- Machado de Assis, 2002, sobre Joaquim Maria Machado de Assis
- Los círculos morados, memórias, Mondadori, 2012